# خوان هويرتا
خوان هويرتا (بالإسبانية: Juan Huerta)‏ (22 يوليو 1980 في الأرجنتين - ) هو لاعب كرة قدم أرجنتيني في مركز الوسط. لعب مع إستوديانتيس دي لا بلاتا ونويفا شيكاجو ونادي ألميرانته براون وسان لويس دي كويلوتا وCSD Flandria ‏ وDefensores de Cambaceres ‏ وسبورتيفو إيطاليانو ‏.

## وصلات خارجية
- خوان هويرتا على موقع إي إس بي إن إف سي (الإنجليزية)
- خوان هويرتا على موقع قاعدة بيانات كرة القدم.إي يو (الإنجليزية)